# Test d'évaluation de français
Ne doit pas être confondu avec Test de connaissance du français.
Le Test d'évaluation de français (TEF) est le premier test standardisé de français langue étrangère diffusé sur le marché des langues dans le monde. Il permet de tester ses compétences de compréhension et d'expression en français général. Les résultats sont indexés sur les niveaux du Cadre européen commun de référence pour les langues du Conseil de l'Europe (CECRL).
Créé en 1998 par Le français des affaires de la Chambre de commerce et d'industrie de région Paris - Île-de-France, il est reconnu :
- en France par le ministère de l’Enseignement supérieur, de la Recherche et de l’Innovation et le ministère de l'Intérieur ;
- en Suisse par le Secrétariat d’État aux Migrations suisse ;
- au Canada par Immigration, Réfugiés et Citoyenneté Canada (IRCC) ;
- au Québec par le ministère de l'Immigration, de la Francisation et de l'Intégration (MIFI[2]).

Pour répondre aux besoins des candidats, le TEF se décline en cinq versions différentes :
- TEF Études[3] ;
- TEF Intégration, Résidence et Nationalité (IRN)[4] ;
- TEF Canada[5] ;
- TEF Québec (TEFAQ)[6] ;
- TEF Tout public.

## TEF Études
Le TEF pour les études en France est officiellement reconnu depuis 2004 par le Ministère de l'Enseignement supérieur et de la Recherche dans le cadre une première inscription en premier cycle d’études universitaires (procédure DAP). Il s'adresse à tout étudiant étranger candidat à une première inscription en première année de licence, dans une université en France.
Compétences évaluées :
1. Compréhension écrite : 60 min – 40 questions
2. Compréhension orale : 40 min – 40 questions
3. Expression écrite : 60 min – 2 sujets à traiter
4. Lexique et structure : 30 min – 40 questions

Pour attester d’un niveau de langue suffisant pour une première inscription en première année universitaire, les candidats doivent obtenir un score supérieur ou égal à 400/699 aux épreuves écrites du TEF.
Le TEF Études permet également de faire valoir son niveau de maîtrise de la langue française dans le cadre d’une poursuite d’études dans un établissement d’enseignement supérieur francophone : universités, école de commerce ou écoles d’ingénieur en France, collèges et universités au Canada ou dans d’autres pays francophones, etc.
Dans le cadre d’une procédure d’admission hors DAP, les épreuves obligatoires et le niveau demandé diffèrent d’un établissement à l’autre.

## TEF Intégration, Résidence et Nationalité
Le TEF IRN est reconnu depuis 2012 par le ministère de l'Intérieur, de l'outre-mer, des collectivités territoriales et de l'immigration, pour attester de son niveau en langue française dans le cadre de démarches pour l’obtention de la nationalité française (niveau B1 du CECRL requis) et de la carte de résident de longue durée (niveau A2 du CECRL requis).
Compétences évaluées : 
- Compréhension écrite : 30 min – 20 questions
- Compréhension orale : 20 min – 20 questions
- Expression écrite : 30 min – 2 sujets à traiter
- Expression orale : 10 min – 2 sujets à traiter

## TEF Canada
Le TEF Canada a été désigné par Immigration, Réfugiés et Citoyenneté Canada et le ministère de l'Immigration, de la Francisation et de l'Intégration du Québec pour tous les programmes d'immigration économique qui nécessitent, ou acceptent, des preuves de connaissances linguistiques. Il est ouvert à toute personne ayant un projet d'émigration durable vers le Canada fédéral ou le Québec et d'accès à la citoyenneté canadienne.
Le TEF Canada évalue quatre compétences en français à l'écrit et à l'oral :
- Compréhension écrite : 60 min – 40 questions
- Compréhension orale : 40 min – 40 questions
- Expression écrite : 60 min – 2 sujets à traiter
- Expression orale : 15 min – 2 sujets à traiter

Il permet de situer le candidat sur une échelle de sept niveaux indexée sur les niveaux du CECRL et sur l’échelle des niveaux de compétence linguistique canadiens (NCLC).

## TEF Québec (TEFAQ)
Le TEFAQ est un test de français général qui a pour objectif de mesurer le niveau de connaissance et de compétences en français oral (en compréhension orale et en expression orale). Il est la version du TEF reconnue par le ministère de l'Immigration, de la Francisation et de l'Intégration du Québec dans le cadre d'une demande officielle d'immigration. Il est ouvert à toute personne ayant un projet d'émigration durable vers la Province de Québec et d'accès à la citoyenneté canadienne.
Le TEFAQ fournit au candidat un diagnostic linguistique de son niveau en français oral (compréhension orale et expression orale). Les requérants principaux qui le souhaitent peuvent également faire valoir leur niveau de compétence écrite en passant les épreuves de compréhension et expression écrites. Il permet de situer le candidat sur une échelle de sept niveaux indexée sur les niveaux du CECRL et sur l’échelle québécoise de niveaux de compétence en français des personnes immigrantes adultes.
Le TEFAQ est critiqué par des journalistes et personnalités politiques québécoises au motif qu'il est mal adapté aux réalités culturelles québécoises et qu'il peut faire perdre la possibilité d'immigrer au Québec à des personnes qui auraient bien appris le français par l'entremise d'amis ou de proches vivant au Québec. Selon le journal Le Devoir, « l'accent est français, certains choix de réponses sont inutilement ambigus, et la réussite dépend d'une foule d'autres facteurs que la maîtrise linguistique ».